# ふるっぷ温泉
ふるっぷ温泉（ふるっぷおんせん）は、北海道虻田郡喜茂別町にかつてあった温泉。名称は相川の語源であるアイヌ語の｢フルボッケ｣と湯船のイメージから名付けられた。

## 泉質
- 食塩泉
  - 源泉温度49度

## 温泉街
- かつては仮設的な日帰り入浴施設である「ふるっぷ温泉」が存在し大型入浴施設の建設計画もあったが、設備の老朽化と源泉枯渇により2009年3月31日で閉鎖。

## 歴史
- 1996年（平成8年）
  - 2月 - 湧出に成功。
  - 8月 - 喜茂別町がプレハブ平屋建ての仮設浴場を設置。
- 2009年（平成21年）3月31日 - 唯一の温泉施設である仮設浴場が閉鎖されたため、事実上消滅。

## アクセス
- 鉄道：函館本線倶知安駅から車で約30分